# Dromiceiomimus
Dromiceiomimus ("Emuhärmare") var en strutsliknande theropod dinosaurie, tillhörande familj Ornithomimider. Den är känd från fossil påträffade i Kanada samt delar av USA och tros ha levt under slutet av kritaperioden för omkring 75 milj. år sedan.
En del forskare tror att fynden efter Dromiceiomimus inte är ett eget släkte, utan är ett sedan tidigare känt släkte (såsom Ornithomimus eller Struthiomimus). Dromiceiomimus skiljer sig dock från dessa genom större ögon, mer gracila framben och särskiljande konstruktion av bäckenet.

## Kännetecken

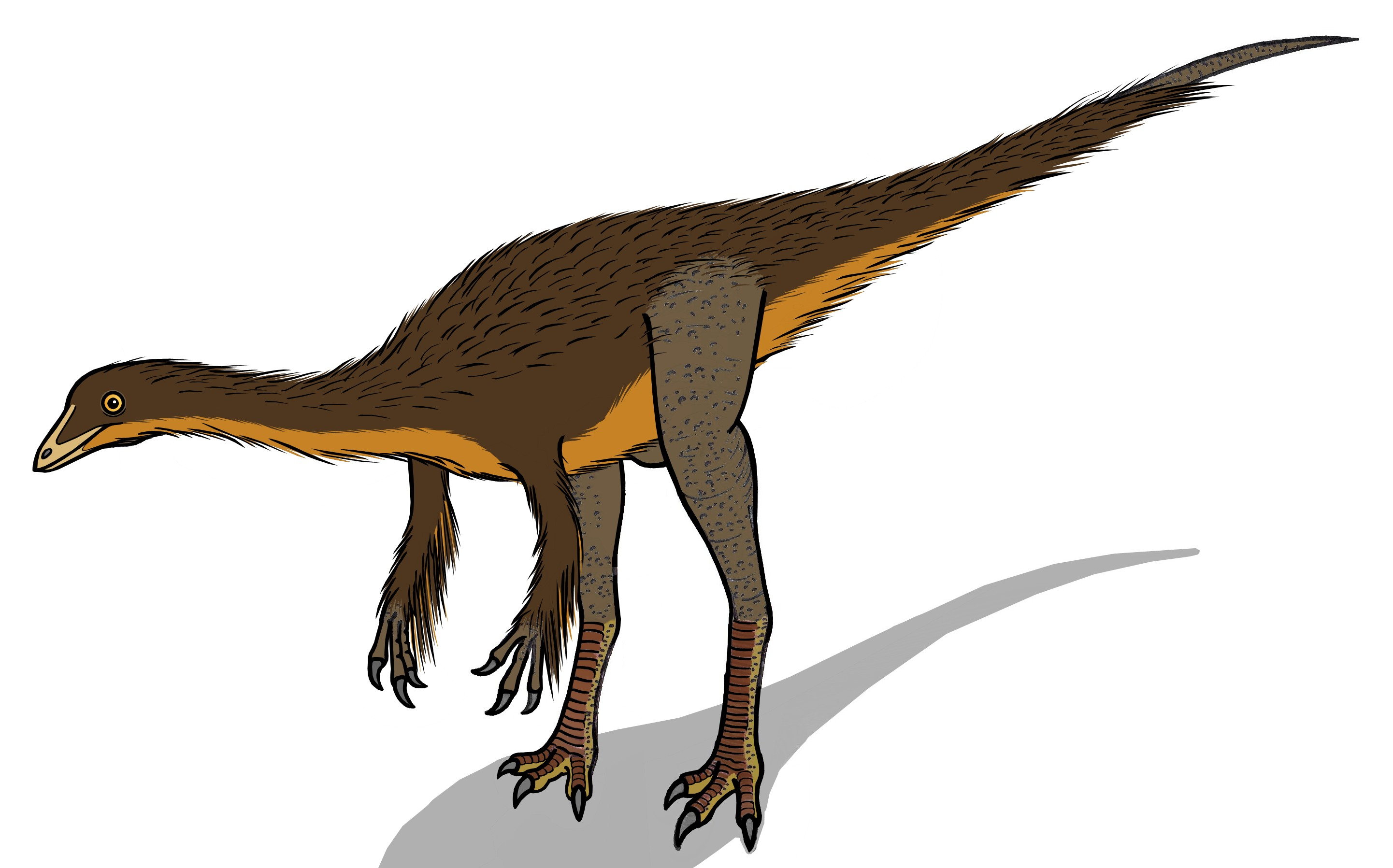
Illustration av Dromiceiomimus

Dromiceiomimus var ungefär 3, 6 meter lång från nos till svans, och var liksom sina släktingar mycket lik vår tids strutsfåglar. Halsen var relativt lång, med litet huvud och tandlös näbb. Ögonen var ganska stora, likaså var hjärnan (med dinosauriers mått mätt). Bakbenen var långa och kraftiga för tvåbent gång, med längre tibia än lårben, vilket indikerar att det var ett snabbt djur. Frambenen var långa och gracila med långa fingrar. Svansen var smal och kan ha använts för balans när Dromiceiomimus sprang, kanske mer än 45 km/tim. Kroppen var antagligen täckt med fjädrar.
Dromiceiomimus hade troligtvis både växtdelar och kött som föda.